# Patriotismus

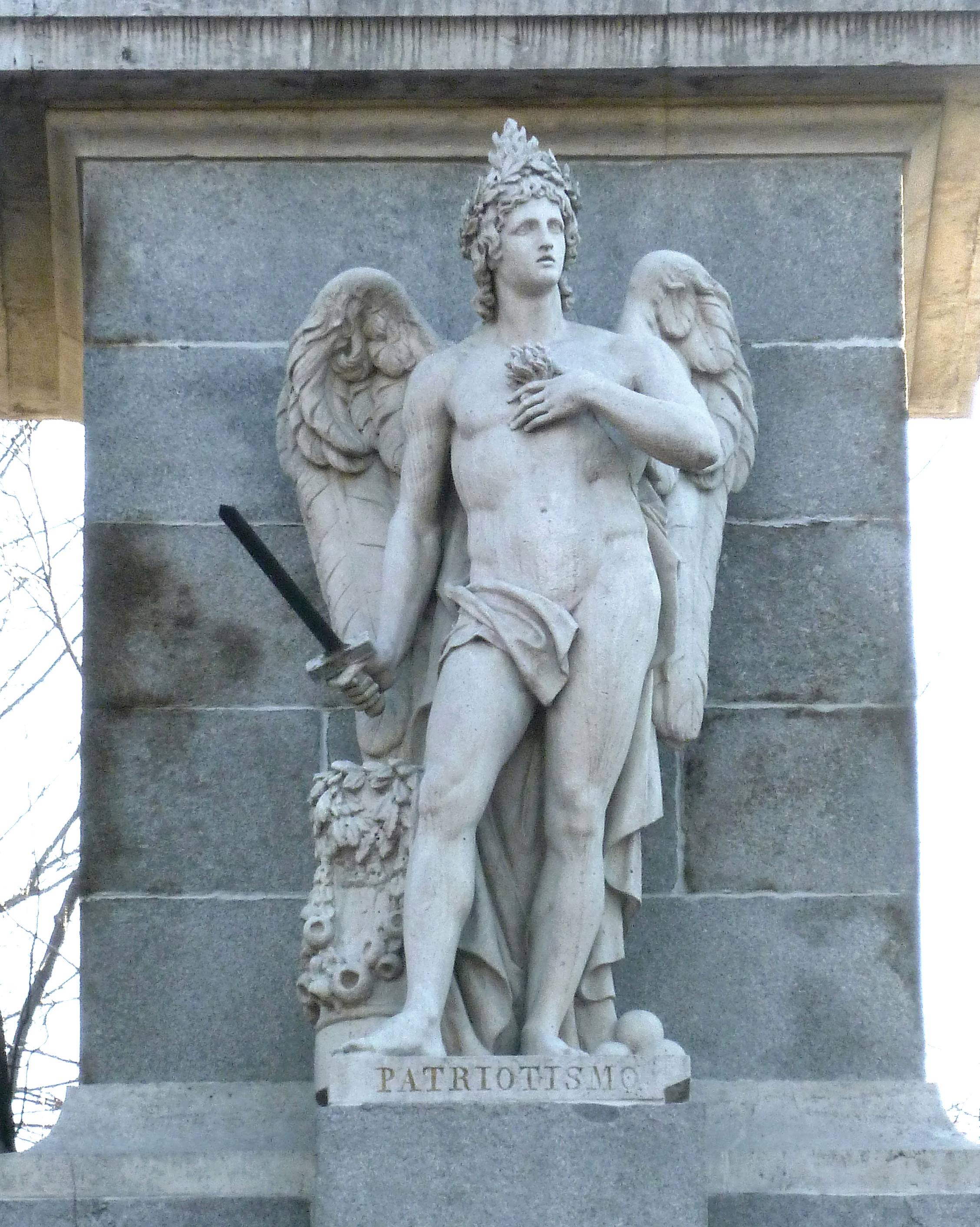
Francisco Pérez del Valle: Patriotismus. Allegorische Darstellung am Monumento a los Caidos por España („Denkmal für die für Spanien Gefallenen“) in Madrid (1840)

Als Patriotismus wird eine emotionale Verbundenheit mit der eigenen Heimat oder dem Vaterland bezeichnet, häufig bezieht er sich auf die Nation. Im Deutschen wird anstelle des Lehnwortes auch der Begriff Vaterlandsliebe als Synonym verwendet.

## Definitionen
Diese Bindung wird auch als Nationalgefühl oder Nationalstolz bezeichnet und kann sich auf ganz verschiedene als Merkmale der eigenen Nation angesehene Aspekte beziehen, etwa ethnische, kulturelle, politische oder historische.
Im Unterschied zu einer historisch-kulturellen Bindung steht der Verfassungspatriotismus für das positive Bekenntnis zu den in einer staatlichen Verfassung verankerten übernationalen ethischen und politischen Grundrechten und Wertvorstellungen. Diese beziehen sich in der Tradition westlicher Rechtsstaaten auf die unveräußerliche Menschenwürde und davon abgeleitete Menschenrechte, für die universale Geltung beansprucht wird.
Patriotismus wird häufig vom Nationalismus und dem Chauvinismus abgegrenzt, insofern sich Patrioten mit dem eigenen Volk und Land identifizieren würden, ohne dieses über andere zu stellen und andere Völker ausdrücklich abzuwerten. Er bezieht sich auf die im staatsbürgerlichen Ethos wurzelnde, zugleich gefühlsbetonte, oft leidenschaftlich gesteigerte Hingabe an das überpersönliche staatliche Ganze, das in dieser Form nicht nur als rechtliche und politische Ordnung, sondern als die den Einzelnen tragende Gemeinschaft empfunden wird. Inwieweit dieser Unterschied tatsächlich besteht und historisch wirksam wurde, wird von mehreren Wissenschaftlern bezweifelt.
In Mitteleuropa hat sich der Patriotismus aus dem revolutionär verstandenen Liberalismus und Nationalismus des Bürgertums entwickelt, das gegen den Feudalismus einen demokratisch verfassten Nationalstaat anstrebte. Diese als Macht von unten aufgefasste Volksherrschaft hat sich seit der Amerikanischen Revolution von 1776 und der Französischen Revolution von 1789 langfristig in den meisten europäischen Staaten als Verfassung und Selbstverständnis durchgesetzt, nachdem sie zunächst nur ein Thema intellektueller Eliten gewesen und dann vielfachen historischen Rückschlägen unterlegen war.

## Etymologie und Begriffsgeschichte
Die Bedeutung und Verwendung des Begriffs änderte sich im Wandel der Jahrhunderte. Als πατριώτης (patriótes) wurden im Altgriechischen ausschließlich Nichtgriechen (Barbaren) bezeichnet, die durch eine gemeinsame Abstammung (πατριά (patriá), zu πατήρ (patér), „Vater“) verbunden waren und so einen Clan oder Stamm bildeten. Über das Lateinische (patriōta) wurde das Wort in die romanischen Sprachen entlehnt und fand über das Französische (patriote) im 16. Jahrhundert schließlich auch Eingang in die deutsche Sprache. Bis in die frühe Neuzeit drückte es jedoch ausschließlich die Vorstellung einer gemeinsamen Herkunft, Heimat, Abstammung oder Ethnizität aus, entsprach also dem heutigen Ausdruck „Landsmann.“ Die Konnotation mit einem besonderen Stolz auf die Heimat oder das „Vaterland“ kam erst im Zuge der europäischen Reformationskriege auf. In den 1560er Jahren bezeichneten französische Hugenotten ihre Glaubensbrüder gelegentlich als „gute Patrioten“ (bon patriote). Entscheidend für den Bedeutungswandel war der Achtzigjährige Krieg, in dessen Verlauf sich die Anhänger Wilhelms von Oranien im niederländischen Kampf gegen spanische Fremdherrschaft als goede patriotten sahen.
Im Zeitalter der Aufklärung wurde der Begriff erstmals definiert. In der moralischen Wochenschrift Der Patriot erklärte 1724 der Gelehrte Michael Richey, „ein Patriot sei ein Mensch, dem es um das Beste seines Vaterlandes ein rechter Ernst ist“, einer, der „dem gemeinen Wesen redlich zu dienen geflissen ist“. 1742 übersetzte Richey Patriot mit Stadtfreund, und Johann Moritz Gericke schrieb 1782, dass Patriotismus „derjenige starke innere Trieb [sei], der das Beste des Staates zum Augenmerk hat, und seine Wohlfahrt auf alle mögliche Art zu befördern sucht“. Wem gegenüber diese Haltung aber zu gelten habe, war umstritten. 1748 behielt Charles de Montesquieu in seinem Esprit des lois die Liebe zum Vaterland noch allein einer Republik vor. Treibende moralpsychologische Kraft in Monarchien sei dagegen die Ehre. Der Historiker Otto Dann definiert Patriotismus ganz allgemein als ein „sozialpolitisches Verhalten, in dem nicht die eigenen Interessen im Vordergrund stehen, sondern das Wohl aller, das bonum commune“. In diesem Sinne einer Gemeinnützigkeit verstanden sich auch die verschiedenen „Patriotischen Gesellschaften“, die typisch waren für die Geselligkeit im Deutschland des 18. Jahrhunderts.
Patriotismus wurde in der Aufklärung allgemein als Tugend verstanden, also als eine wünschenswerte ethische Haltung. Justus Möser und andere Aufklärer vertraten die Ansicht, in den ständisch geprägten Monarchien gebe es keinen Patriotismus, nur Gehorsam. Ein Gemeinwesen aber, das Rechtsstaatlichkeit und Freiheit garantiere, könne von seinen Bürgern auch selbstloses Heldentum verlangen, bis hin zum Tod auf dem Schlachtfeld. Das tugendhafte Selbstopfer, das der Patriotismus verlangte, implizierte jedoch, dass das Gemeinwesen, dem es der Patriot darzubringen hatte, defizitär gedacht wurde: Es bedurfte der Anstrengung der Patrioten, war ohne sie also nicht liebenswert, sondern im Gegenteil machte erst die Anwesenheit vieler tugendhafter Patrioten ein Land zu einem, für das sich einzusetzen sich lohne. Insofern ist Patriotismus, wie der Soziologe Peter Fuchs analysiert, zirkulär bzw. tautologisch. Um aus dieser Tautologie herauszukommen und die Kontingenz der Zugehörigkeit zum jeweiligen Vaterland zu verschleiern, sei Patriotismus zunehmend werthaft und emphatisch geäußert worden. Gleichgültigkeit und Widerspruch seien nicht mehr zugelassen worden, Patriotismus wurde „polemogen“, das heißt, er führe zu Kriegen.
Seit den Befreiungskriegen, den kriegerischen Auseinandersetzungen mit dem napoleonischen Frankreich, war der Patriotismus ein Elitenprojekt, das zunächst mit den liberalen und demokratischen Idealen der französischen Revolution „Freiheit, Gleichheit, Brüderlichkeit“ einherging. Nach der Niederlage Napoleons wurde die Idee des Patriotismus auch in den bürgerlichen Schichten anderer europäischer Länder verbreitet, gleichzeitig jedoch von den reaktionären europäischen Fürstentümern in der Zeit der metternichschen Restauration nach dem Wiener Kongress 1814/15 unterdrückt. Auch wenn ältere Loyalitäten fortbestanden, wurde nun die Nation zur ausschlaggebenden Sinnstiftungs- und Legitimationsinstanz. Der so entstehende Nationalismus begründete, anders als der alte Patriotismus, der eher gefühlsmäßig begründet war, eine Wechselbeziehung zwischen dem Einzelnen und der Nation und konnte dadurch zur Massenbewegung werden.
Seit der Mitte des 19. Jahrhunderts wurde der Begriff des Patriotismus europaweit zunehmend verbunden mit integralem Nationalismus und Chauvinismus, das heißt dem Glauben an die Überlegenheit der eigenen Nation und der damit einhergehenden Abwertung anderer Nationen.
Manchen gilt bzw. galt es als patriotisch, bevorzugt Waren zu kaufen, die im eigenen Land gefertigt wurden. Im Rahmen der Weltwirtschaftskrise ab 1929 startete die britische Regierung 1931 eine Kampagne „Buy British!“; in den USA trat 1933 der Buy American Act in Kraft. Selbst in Island forderte man Kaupid islenzkar Vörur!

## Abgrenzung vom Nationalismus

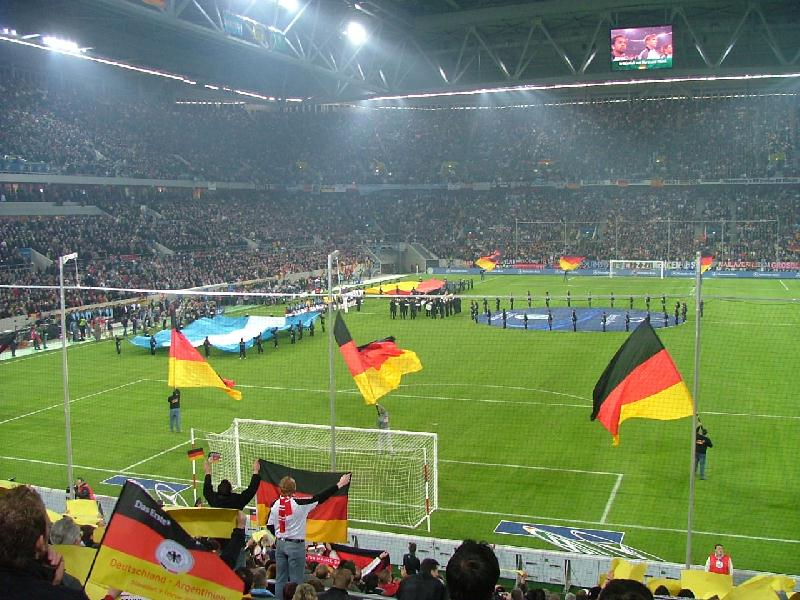
Fußball (im weiteren Sinn internationale Sportwettkämpfe) – einer der Kristallisationspunkte patriotischer Gefühle

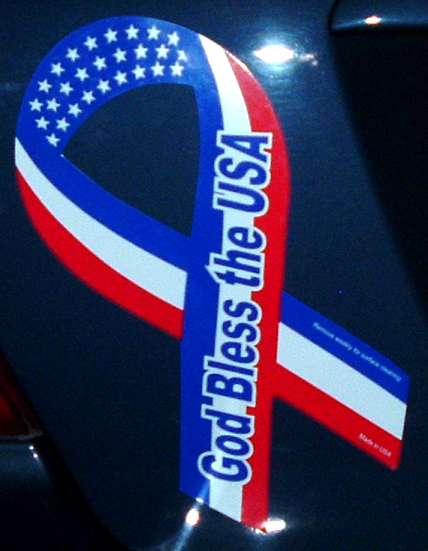
“God Bless the USA” („Gott segne die USA“) – patriotisches Bekenntnis in den Vereinigten Staaten von Amerika

Seit dem 18. Jahrhundert wird oft zwischen Patriotismus und Nationalismus beziehungsweise Chauvinismus unterschieden. Immanuel Kant notierte etwa, der instinktgeleitete Nationalismus müsse ausgerottet werden, „an dessen Stelle Patriotism und Cosmopolitism treten muß“. Der deutsche Bundespräsident Johannes Rau formulierte diesen Unterschied 1999 folgendermaßen:

„Ein Patriot ist jemand, der sein Vaterland liebt. Ein Nationalist ist jemand, der die Vaterländer der anderen verachtet.“

In der Geschichtswissenschaft wird die Abgrenzbarkeit von vermeintlich lobenswertem Patriotismus gegen kritikwürdigen Nationalismus verschiedentlich bestritten. Dieter Langewiesche etwa konstatiert, die Ergebnisse historischer Forschung würden sich „eindeutig […] gegen eine solche hoffnungsfrohe Zweiteilung“ sperren. Nach Christian Jansen ist ein toleranter Patriotismus allenfalls idealtypisch denkbar. Empirisch zeige sich in den diversen historischen Nationsbildungsprozessen, dass konstruktive und destruktive Elemente stets zusammengewirkt hätten: Jede emotional fundierte Identifizierung mit der eigenen Nation, die über bloße Loyalität hinausgehe, sei janusköpfig.
Auch sozialpsychologische Studien des 21. Jahrhunderts legen nahe, dass die Unterscheidung zwischen Patriotismus und Nationalismus oder Chauvinismus keine Grundlage in der Realität hat. Der Jenaer Psychologe Christopher Cohrs kommt zu dem Ergebnis: „Menschen mit patriotischen Einstellungen lehnen Nationalismus nicht ab. Vielmehr geht beides oft Hand in Hand.“ Eine Studie Adam Rutlands unter Kindern zeigte, dass die Zustimmung zur eigenen Nation eng mit einer Abwertung anderer Nationen korreliert. Auch der deutsche Soziologe Wilhelm Heitmeyer kommt in seiner Langzeituntersuchung Deutsche Zustände zu dem Ergebnis, dass eine positive Einstellung zur Demokratie und ihren Werten einen besseren Schutz vor Fremdenfeindlichkeit und rassistischem Gedankengut darstelle, welches durch eine patriotische Grundeinstellung eher gefördert werde. In der wissenschaftlichen Literatur werden Patriotismus und Nationalismus daher oft synonym gebraucht.
Bisweilen wird eine patriotische Einstellung oft mit Nationalismus gleichgesetzt oder als Euphemismus für nationalistische Ansichten betrachtet, da Rechtsextreme und Rechtspopulisten sich selbst häufig als „Patrioten“ bezeichnen, etwa die „Patriotischen Europäer gegen die Islamisierung des Abendlandes“ (PEGIDA).

## Patriotismus in einzelnen Staaten

### Deutschland
In der Frühen Neuzeit etablierte sich im deutschsprachigen Raum ein Diskurs über Patriotismus, doch bestand noch kein Konsens, worauf er sich bezog: Auf den unmittelbaren Nahraum, den Territorialstaat mit seiner Herrscherdynastie, das Heilige Römische Reich oder die ganze Welt. Für die Aufklärung etwa bestand kein Gegensatz zum Kosmopolitismus: Die Zeitschrift Der Patriot definierte 1724 ihr eponymes Ideal als einen Menschen, der „die gantze Welt als sein Vaterland, ja als eine eintzige Stadt“ und sich selbst „als einen Verwandten oder Mit-Bürger jedes andern Menschen“ ansehe. 1790 hieß es in der Deutschen Zeitung, ein Patriot finde dort sein Vaterland, „wo er Menschenglück befördern und Menschenelend mindern kann, wozu ihm Gott weiter helfe“. In diesem weiten Sinne einer Gemeinnützigkeit verstanden sich auch die verschiedenen „Patriotischen Gesellschaften“, die typisch waren für die Geselligkeit im Deutschland des 18. Jahrhunderts.
Vor dem Hintergrund des Siebenjährigen Krieges versuchte Friedrich Carl von Moser 1761 einen Reichspatriotismus zu begründen. Dabei unterschied er zwischen Vaterlandsliebe und Patriotismus: Erstere sei unreflektierte Gewohnheit und auf Vorurteilen basierender Gehorsam, letzteren beschrieb er als Liebe zu den freien Gesetzen eines selbst gewählten Vaterlandes. Patriotismus basiere auf Unterordnung partikularer Vaterländer unter das Reich. Damit konnte er sich nicht durchsetzen: Andere wie etwa der der Aufklärungsphilosoph Thomas Abbt beschrieben dagegen Preußen als Vaterland, für das zu sterben sich lohne. 1793 beklagte Christoph Martin Wieland das Fehlen eines patriotischen Gemeingeists: Patrioten fühlten sich stets nur ihrer Heimatregion verbunden, nicht aber „teutsche Patrioten, die das ganze Teutsche Reich als ihr Vaterland lieben“.
Seit den Befreiungskriegen erschien ein Reichspatriotismus nach dem Versagen der Reichsinstitutionen gegenüber Napoleon und dem Ende des Heiligen Römischen Reiches 1806 nicht mehr möglich. Referenz der deutschen Patrioten wurde nun zunehmend die deutsche Nation, die als Kulturnation oder ethnisch definiert wurde. Der Wunsch nach nationaler Einheit und der Überwindung alles Trennenden im deutschen Sprachraum oder auf dem Gebiet des Deutschen Bundes verbreitete sich langsam, aber stetig. Häufig war dieser Wunsch verbunden mit einer Frontstellung gegen Frankreich. Dies wurde besonders deutlich während der Rheinkrise 1840, als Frankreich Anspruch auf die Rheingrenze erhob. In dieser Zeit entstanden bekannte patriotische Lieder wie Die Wacht am Rhein oder August Heinrich Hoffmann von Fallerslebens Deutschlandlied, das als Zweck der nationalen Einheit „Schutz und Trutz“ gegenüber einem nicht genannten Feind nennt. Im Kaiserreich von 1871 verstärkte sich der Trend zu „nationaler Überheblichkeit“ (Umdeutung der Phrase „am deutschen Wesen soll die Welt genesen“). Der deutsche Patriotismus bezog sich aber auch nach der Reichsgründung 1871 nicht ausschließlich auf das Deutsche Reich, sondern auch auf die Gliedstaaten. Otto von Bismarck bemerkte in seinen Memoiren Gedanken und Erinnerungen: „Deutscher Patriotismus bedarf in der Regel, um tätig und wirksam zu werden, der Vermittlung dynastischer Anhänglichkeit“. Auch aus diesem Grund war die bismarcksche Reichsverfassung föderalistisch.
Auch die deutsche Arbeiterbewegung wurde bei Kriegsausbruch 1914 von der patriotischen Welle erfasst (Augusterlebnis), was zu ihrer Spaltung beitrug. Nach dem Ersten Weltkrieg beriefen sich die Nationalsozialisten auf den Patriotismus, um allgemeine Zustimmung für ihre verbrecherischen Ziele zu bekommen.

Appell an Nationalstolz: Wahlplakat der SPD für ihren Spitzenkandidaten Willy Brandt (1972)

Nach der Gründung der Bundesrepublik Deutschland spielte Patriotismus infolge der nationalsozialistischen Verbrechen im Zweiten Weltkrieg nur noch eine untergeordnete Rolle. Wiederholt wurde vor allem von konservativer Seite das Fehlen eines massenwirksamen Patriotismus beklagt. Eine Studie aus dem Jahr 2011 verglich den Patriotismus in 53 Staaten in den Jahren 1980 bis 2001 anhand der Frage, ob man stolz auf sein jeweiliges Land sei. Deutschland hatte danach noch hinter Japan den geringsten Grad an Patriotismus weltweit, den höchsten Grad erreichte Venezuela. Öffentlich sichtbar wurden stattdessen ein Verfassungspatriotismus und ein so genannter Party-Patriotismus, wie er sich bei der Fußballweltmeisterschaft in Deutschland 2006 zeigte. Laut einer Studie der Identity Foundation waren 2009 60 % der Deutschen stolz auf ihr Land. Laut Statista waren es sogar 83 %. In einer 2020 durchgeführten Umfrage des Pew Research Center gaben 53 % der in Deutschland befragten Teilnehmer an, stolz auf ihr Land zu sein, der höchste Wert unter den befragten Nationen (Frankreich, Vereinigtes Königreich, Vereinigte Staaten).
Die DDR versuchte ab den 1970er Jahren einen eigenen, sozialistischen Patriotismus zu verbreiten, der sich vom „Klassenfeind“ Bundesrepublik abgrenzen und gleichzeitig die Bevölkerung ideologisch integrieren sollte.

### Österreich
Österreich tat sich nach dem Zweiten Weltkrieg anfangs schwer mit einer eigenständigen österreichischen Identität und einem Nationalgefühl, das sich vom Deutschen unterscheidet. Beim Thema Patriotismus ist das Land aber laut einer 33 Länder umfassenden Studie aus dem Jahr 2006 das europäische Land mit dem größten Nationalstolz und rangiert weltweit auf Platz 4.
2010 gaben 81 % der Österreicher an, stolz auf ihr Land zu sein, wobei Männer insgesamt stolzer sind als Frauen. Besonders stolz sind Österreicher auf die Natur (83 %) und auf ihr Essen (55 %), auf ihre Politiker sind dagegen nur 3 % der Österreicher stolz. In Österreich ist die Verbundenheit mit dem eigenen Land höher als die mit der Europäischen Union, so fühlten sich 2013 64 % der Befragten mit Österreich, aber nur 9 % mit der EU sehr verbunden.

### Schweiz
In der Schweiz entwickelte sich der Patriotismus nach der Gründung des demokratischen Bundesstaates 1848, allerdings zumeist bezogen auf eine Sprachgruppe (Deutsch, Italienisch, Französisch, Rätoromanisch). Einen Kulminationspunkt erreichte er mit der geistigen Landesverteidigung aufgrund der Bedrohung durch den NS-Staat. Heute kann der politische Patriotismus, etwa in Form der verbreiteten Skepsis einem EU-Beitritt gegenüber, als Verfassungspatriotismus zwecks Verteidigung der Errungenschaften der direkten Demokratie gesehen werden.

### Frankreich
Im Rahmen der Französischen Revolution war der Begriff des Patrioten ein wirksames Schlagwort.
Im Dezember 2011 forderte einer der französischen Präsidentschaftskandidaten, François Bayrou, von seinen Landsleuten achetez français! („kauft französisch“), woraufhin seine Umfragewerte auf 13 % stiegen. Seine Konkurrenten Sarkozy und Hollande reagierten prompt: Nicolas Sarkozy erwog ein Label Origine France Garantie; François Hollande plädierte für mehr „industriellen Patriotismus“.

### USA
Einen besonders ausgeprägten Patriotismus gibt es in den USA. So wird dort von Schülern gemeinsam in vielen Bundesstaaten der Treueschwur der USA (Pledge of Allegiance) aufgesagt, und viele Häuser sind mit der Nationalflagge versehen. Kontroverse Entscheidungen der Regierung wurden mitunter von Appellen an den Patriotismus begleitet (zum Beispiel durch symbolische Akronyme wie USA PATRIOT Act), um mehr Zustimmung zu erhalten. Kritiker behaupten, der Patriotismus werde dazu genutzt, öffentliche Kritik bereits im Vorfeld als un- bzw. antiamerikanisch darzustellen und so vom Diskurs auszuschließen. Merkmal des amerikanischen Patriotismus ist die starke Verknüpfung von politischen Symbolen mit religiösen Symbolen, Ritualen und Werten des (meist protestantischen) Christentums.

## Spezielle Ausprägungen
- Lokalpatriotismus
- Hurra-Patriotismus
- Verfassungspatriotismus